# Rumcajs

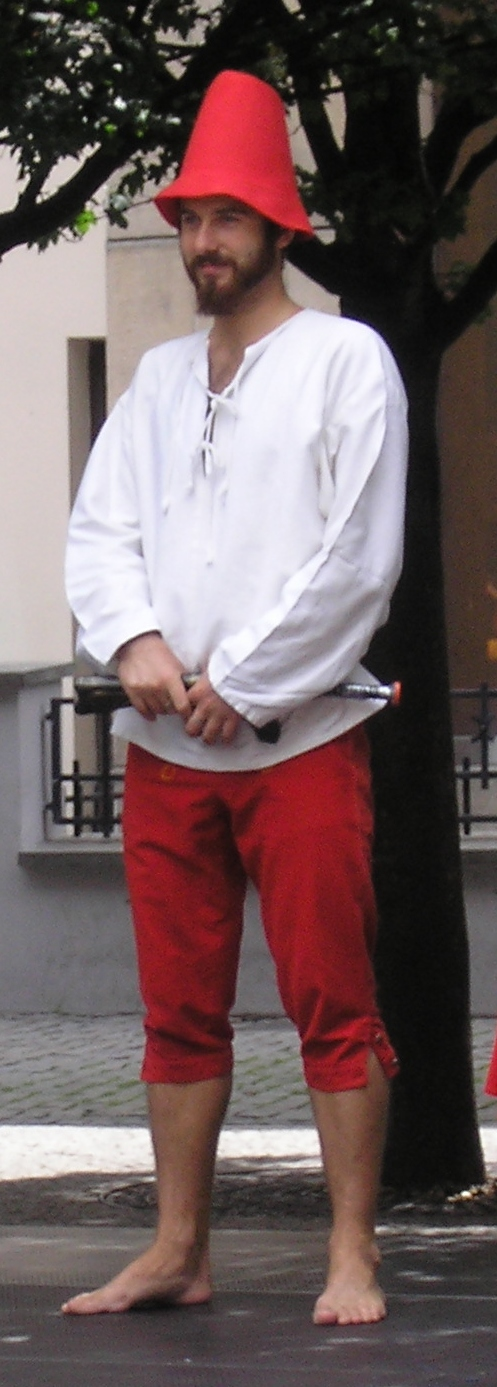
Rumcajs (aktor, Rynek Staromiejski w Pradze)

Rumcajs (cz. Rumcajs) – postać literacka, tytułowy bohater cyklu powieści Václava Čtvrtka oraz czechosłowackiego serialu animowanego dla dzieci w reżyserii Ladislava Čapka pod tytułem Rozbójnik Rumcajs. Twórcą graficznego wizerunku rozbójnika jest malarz Radek Pilař. Cykl powieści liczy osiem tomów, a w Polsce wydano cztery z nich: pierwszy, piąty, szósty i siódmy. Serial liczy 39 odcinków.
Rumcajs pochodził z Jiczyna i był z zawodu szewcem; rozbójnikiem został z życiowej konieczności. Miał żonę Hankę (w czeskim oryginale Mankę), a także synka Cypiska (cz. Cipisek); nie rozstawał się z charakterystycznym pistoletem. Cała trójka mieszkała w jaskini w Rzaholeckim Lesie. Wrogami Rumcajsa byli Książę Pan i Księżna Pani; wokół tego konfliktu toczyła się fabuła bajki.

## Pozostałe postacie
- starosta Niewratek
- wójt Fistuła
- olbrzym Rzezimieszek
- wodnik Olszynek
- Cesarz Pan
- sierżant Karniczek
- Książę Pan

## Spis tytułów książek o rozbójniku Rumcajsie
- Rumcajs (polskie wydanie – Rumcajs)
- Jak si Rumcajs poradil s rakem (nietłumaczona w Polsce)
- Rumcajsova loupežnicka knižka (nietłumaczona w Polsce)
- Rumcajsova vánočni pohádka (nietłumaczona w Polsce)
- O Rumcajsovi a loupežnickém synku Cipískovi (polskie wydanie – O Rumcajsie i rozbójnickim synku Cypisku)
- Cipísek (polskie wydanie Cypisek)
- Manka (polskie wydanie Hanka)
- Jak si Rumcajs poslal Cipiska pro pomoc (nietłumaczona w Polsce)

## Seriale animowane o rozbójniku Rumcajsie
- Rozbójnik Rumcajs – serial z 1967 roku (39 odcinków)
- Cypisek – syn rozbójnika Rumcajsa – serial z 1972 roku przedstawiający dalsze losy Rumcajsa i jego syna Cypiska (13 odcinków)